# Сведа лежачая
Сведа лежачая, или Сведа стелющаяся (лат. Suaeda prostrata), — вид травянистых растений рода Сведа (Suaeda) семейства Амарантовые (Amaranthaceae).

## Распространение и экология
Древнесредиземноморский луговой вид, общий ареал охватывает: южные районы Европы, Кавказ, юг Западной и Восточной Сибири, Среднюю Азию, Средиземноморье, юг Монголии, Японию, Китай. Облигатный галофит. Встречается на солончаках.

## Ботаническое описание
Однолетнее зелёное или пурпуровое растение, иногда у основания деревеснеющее, от самого основания ветвистое, часто с приподнимающимися ветвями до 30 см высоты. Листья толстоватые, полуцилиндрические, туповатые или острые.
Цветки в пучках по 2—3, образуют на верхушке стебля и ветвей сжатые, пирамидальные соцветия.
Цветёт в июле—сентябре.

## Химический состав
В 100 кг корма натуральной влажности содержалось 2,2 кг переваримого белка и 16,4 кормовых единиц. В абсолютно сухом состоянии 2,7 кг белка и 20,5 кормовых единиц. Питательная ценность растения до цветения показана в таблице ниже:
| Показатели                | Воды (в %) | От абсолютного сухого вещества в % | От абсолютного сухого вещества в % | От абсолютного сухого вещества в % | От абсолютного сухого вещества в % | От абсолютного сухого вещества в % |
| Показатели                | Воды (в %) | золы                               | протеина                           | жира                               | клетчатки                          | БЭВ                                |
| ------------------------- | ---------- | ---------------------------------- | ---------------------------------- | ---------------------------------- | ---------------------------------- | ---------------------------------- |
| Химический состав         | 19,6       | 12,9                               | 10,1                               | 3,5                                | 34,4                               | 39,1                               |
| Коэффициент переваримости | —          | —                                  | 38,5                               | 49,1                               | 34,2                               | 37,0                               |

## Значение и применение
Считается плохим кормом, равным по достоинству ржаной озимой соломе. Осенью и зимой поедается удовлетворительно верблюдами, хуже овцами и козами.
Во многих местах использовался для получения поташа. Обладает слабительными свойствами, почти исчезающими при варке.